# Фрагмент Кленова

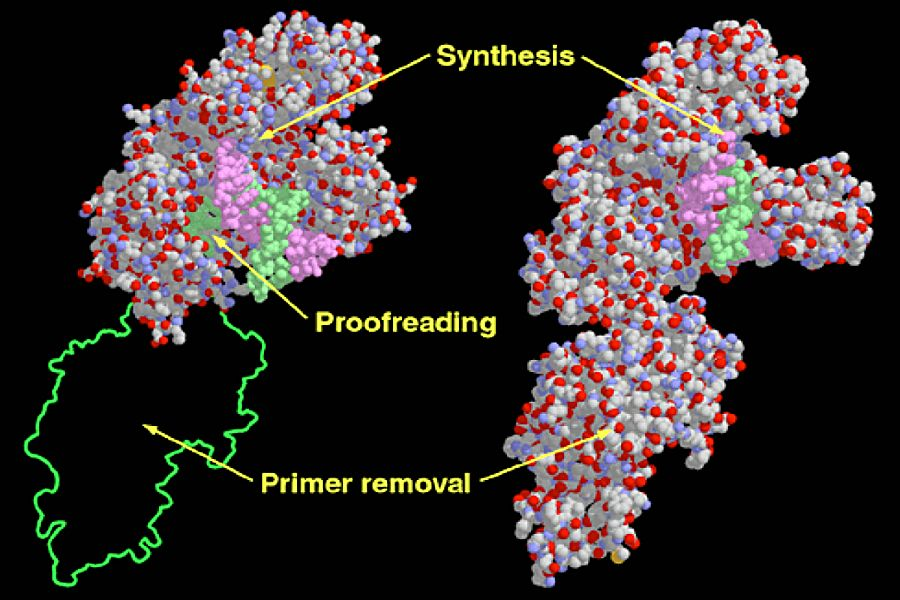
Функциональные домены в фрагменте Кленова (слева) и ДНК-полимераза I.

Фрагмент Кленова (англ. Klenow fragment) — это большой белковый фрагмент, образующийся при ферментативном расщеплении ДНК-полимеразы I из Escherichia coli протеазой субтилизином. Впервые фрагмент Кленова был описан в 1970 году, и имел 5’ → 3’-полимеразную активность в сочетании с 3’ → 5’-экзонуклеазной активностью (корректорной), но не имел 5' → 3'-экзонуклеазной активности.
Другие меньшие фрагменты, образующиеся при ферментативном расщеплении могли иметь 5'→ 3'-экзонуклеазную активность, но не имели двух активностей, характерных для фрагмента Кленова. 
Фрагмент Кленова был использован в качестве ДНК-полимеразы в первых методиках полимеразной цепной реакции и лишь через некоторое время был заменен термостабильной Taq-полимеразой.
На данный момент используется для маркировки ДНК ("fill-in" 3' укороченных концов с помощью "random hexamers"), для секвенирования ДНК методом Сэнгера и для синтеза второй цепи ДНК.